# Sem Compromisso (escola de samba)
O Grêmio Recreativo Escola de Samba Sem Compromisso é uma escola de samba de Manaus, fundada em 1979 como bloco carnavalesco. Seu nome inicial seria Unidos da Comendador, mas logo no primeiro ano de desfile acabou batizada com o nome atual. Sua quadra fica localizada na Avenida Margarita, bairro Nova Cidade, Zona Norte da cidade.

## História
A agremiação foi criada por moradores da Rua Comendador Clementino, próxima ao Centro de Manaus, decidiram fundar um Bloco, como forma de diversificar as opções de lazer da região.
No carnaval de 1979, desfilou na Avenida Eduardo Ribeiro, no Centro de Manaus. Estreou no Grupo principal das escolas de Manaus em 1983, quando conseguiu o terceiro lugar.
Em 1984, em protesto contra o resultado do ano anterior, trocou o desfile de sua cidade pelo de Boa Vista, voltando a Manaus em 1985. Foi campeã em 1986 com o samba de Aníbal Beça - "Joana Galante – Axé dos orixás", considerado memorável.
Homenageou em 2001 o piloto de Fórmula 1 amazonense Antônio Pizzonia. Nesse ano, após peregrinar por vários locais, fixou sua nova sede no bairro Vila da Prata. Após muitos anos "peregrinando" pela cidade, a escola, em 2012, encontrou seu lugar na Zona Norte, no bairro Nova Cidade. No carnaval, obteve a quinta colocação do grupo principal do Carnaval, ao receber um total de 268.80 pontos dos jurados.
Em 2014 foi declarada campeã, juntamente com todas as outras escolas do Grupo Especial.
No ano de 2015, Sem Compromisso fez uma homenagem as lutas em geral, fazendo um desfile luxuoso. Com o Enredo: Lutar sempre, Vencer talvez, Desistir jamais. Ficando em sexto lugar na colocação.
Em 2016 apresentou o pão como enredo. Fez um desfile pouco luxuoso, mas empolgante. A Bateria Destemida inovou fazendo paradinhas em todas as estrofes do samba. Na apuração, manteve-se sempre nos últimos lugares, mas conseguiu a permanência no Grupo Especial com o 7º lugar.

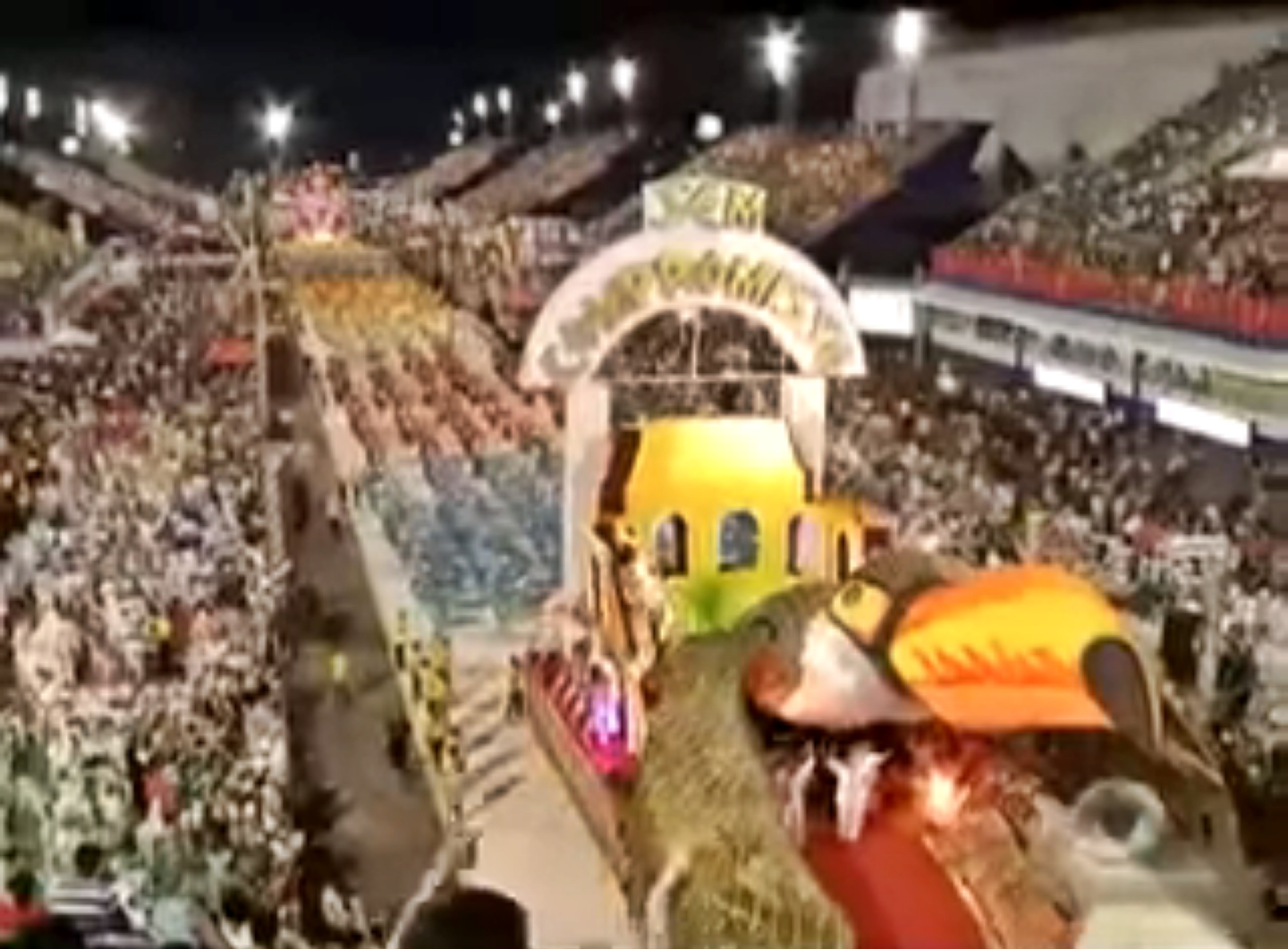
desfile da escola de samba Sem Compromisso em 2015.

Em 2017, A escola trouxe para avenida a Feira, com o enredo Eu tenho pra vender... Quem quer comprar?, um desfile muito empolgante, A Bateria Destemida veio explosiva com muitas paradinhas em todas as estrofes do samba. Mas obteve a oitava colocação.
Em 2018, a escola fez uma grande homenagem à baiana mais antiga e tradicional da cidade: Dona Zuzu. Com esse desfile, obteve a oitava colocação, sendo rebaixada para o grupo de acesso, pela primeira vez em sua história.
Em 2019, no grupo de Acesso fez um desfile magnifico, até a quebra do seu carro alegórico, impedindo a plena evolução da escola. O enredo era sobre o Rock. Em 2020 homenageou a ROCAM (Ronda Ostensiva Cândido Mariano) da Polícia Militar do Amazonas. Em 2022 trouxe de volta o enredo de 1986 - Joana Galante, Axé dos Orixás - na Live que todas as escolas fizeram no Sambódromo, uma apresentação menor que um desfile (tanto em tempo - 30 minutos - como em espaço - 70 metros). Em 2023 a escola homenageou a cantora Bella Queiróz. Em 2024 homenageia o presidente do Sistema Encontro das Águas de comunicação - Oswaldo Lópes.

## Segmentos

### Presidentes
| Nome             | Mandato     | Ref.  |
| ---------------- | ----------- | ----- |
| Getúlio Lobo     | 1990 - 1993 | [ 5 ] |
| Luís Sálvio      | 1994        | [ 6 ] |
| Gláucio Coelho   | 1995        | [ 7 ] |
| Antônio Carriço  | 1996        |       |
| Alexandre Lima   | 1997        |       |
| Luís Sálvio      | 1998        |       |
| Alzeir Nina "Zê" | 1999 - 2000 | [ 5 ] |
| João Batista     | 2001-2002   | [ 6 ] |
| Gláucio Coelho   | 2003        | [ 7 ] |
| Augusto Maciel   | 2004        |       |
| Alexandre Lima   | 2005 - 2006 |       |
| Vital Ramalhosa  | 2007 - 2008 |       |
| Getúlio Lobo     | 2009 - 2011 | [ 6 ] |
| Carlinhos Nim    | 2012 - 2014 | [ 7 ] |
| Getúlio Lobo     | 2015 - 2017 |       |
| Jymmy Lins       | 2018 - 2019 |       |
| Betinho Filho    | 2020        |       |
| Andrew Lobo      | 2021- 2023  |       |
| Jonas Furtado    | 2024- 2026  |       |

### Diretores
| Ano  | Diretor de Carnaval | Diretor Geral de Harmonia | Mestre de Bateria                          | Ref.  |
| ---- | ------------------- | ------------------------- | ------------------------------------------ | ----- |
| 2009 | Augusto Maciel      |                           | MESTRE BIJU                                |       |
| 2010 | Fabiano Fayal       |                           | MESTRE BIJU                                |       |
| 2011 |                     |                           | MESTRE BIJU                                |       |
| 2012 |                     |                           | MESTRE BIJU                                |       |
| 2013 | Augusto Maciel      |                           | Comissão Jimmy, Leo, Geleia, Nica e Flávio | [ 8 ] |
| 2014 | Augusto Maciel      |                           | MESTRE Jimmy Lins                          | [ 6 ] |
| 2015 | Augusto Maciel      |                           | MESTRE Jimmy Lins                          |       |
| 2016 | Getúlio Lobo        |                           | MESTRE Jimmy Lins                          |       |
| 2017 | Josevaldo Souza     |                           | MESTRE Jimmy Lins                          |       |
| 2018 | Antônio Wagner      | Wenderson Soares          | MESTRE Luã Costa                           |       |
| 2019 | Marcus Bentes       | Jackson Sicsu             | Luã Costa                                  |       |
| 2020 | Marcus Bentes       | Jackson Sicsu             | Alfredo Azle                               |       |

### Intérpretes
| Ano  | Nome                                     | Ref.             |  |
| ---- | ---------------------------------------- | ---------------- |  |
| 1980 | As Gatas                                 |                  |  |
| 1981 | Celito Chaves                            |                  |  |
| 1982 | Macca                                    |                  |  |
| 1983 | Aroldo Melodia (Gravação)                |                  |  |
| 1984 | Desfilou em RR                           |                  |  |
| 1985 | Aroldo Melodia (Gravação)                |                  |  |
| 1986 | Bira Havaí (Gravação)                    |                  |  |
| 1987 | Bira Havaí (Gravação)                    |                  |  |
| 1988 | Quinzinho (Gravação)                     |                  |  |
| 1989 | Marcos Moran (Gravação)                  |                  |  |
| 1990 | David Correa (Gravação) Agnaldo do Samba |                  |  |
| 1991 | Roger da Fazenda (gravação)              |                  |  |
| 1992 | Arlindo Júnior e Paulo Onça              |                  |  |
| 1993 | Aroldo Melodia (Gravação)                | Agnaldo do Samba |  |
| 1994 | Agnaldo do Samba                         |                  |  |
| 1995 | Agnaldo do Samba                         |                  |  |
| 1996 | Agnaldo do Samba                         |                  |  |
| 1997 | Agnaldo do Samba                         |                  |  |
| 1998 | Agnaldo do Samba                         |                  |  |
| 1999 | Arlindo Jr                               |                  |  |
| 2000 | Arlindo Jr                               |                  |  |
| 2001 | Agnaldo do Samba                         |                  |  |
| 2002 | Agnaldo do Samba                         |                  |  |
| 2003 | Agnaldo do Samba                         |                  |  |
| 2004 | Agnaldo do Samba                         |                  |  |
| 2005 | Agnaldo do Samba                         |                  |  |
| 2006 | Alzier do Samba                          |                  |  |
| 2007 | Arlindo Jr                               |                  |  |
| 2008 | Arlindo Jr                               |                  |  |
| 2009 | Agnaldo do Samba                         |                  |  |
| 2010 | Agnaldo do Samba                         |                  |  |
| 2011 | Agnaldo do Samba                         |                  |  |
| 2012 | Agnaldo do Samba                         |                  |  |
| 2013 | Agnaldo do Samba                         |                  |  |
| 2014 | Arlindo Júnior                           |                  |  |
| 2015 | Arlindo Júnior                           |                  |  |
| 2016 | Arlindo Júnior                           |                  |  |
| 2017 | Gallo e Nilsandro Jr                     |                  |  |
| 2018 | Wantuir Oliveira e Agnaldo do Samba      |                  |  |
| 2019 | Sandro Roberto                           |                  |  |
| 2020 | Sandro Roberto                           |                  |  |

|-
|2022
|Bigu (Live)
|
|-
|2023
|Bigu
|
|-
|2024
|Alzier do Samba
|

### Casal de Mestre-sala e Porta-bandeira
| Ano  | Nome                 | Ref.  |
| ---- | -------------------- | ----- |
| 2013 | James Paixão e Magda | [ 8 ] |
| 2014 | James Paixão e Magda |       |
| 2015 | James Paixão e Magda |       |
| 2016 | James Paixão e Magda |       |
| 2017 | James Paixão e Magda |       |
| 2018 | James Paixão e Magda |       |
| 2019 | James Paixão e Magda |       |

### Corte de bateria
| Período | Rainha da Bateria | Rei da Escola     | Musa             | Ref.  |
| ------- | ----------------- | ----------------- | ---------------- | ----- |
| 2013    | Bárbara Costa     | -                 | Rebecca Pinheiro | [ 8 ] |
| 2014    | Bárbara Costa     | -                 | -                |       |
| 2015    | Bárbara Costa     | -                 | -                |       |
| 2016    | Bárbara Costa     | Luccas Cavalcante | -                |       |
| 2017    | Bárbara Costa     | Luccas Cavalcante | Kerolyne Mayara  |       |
| 2018    | Hursula Freitas   | -                 | -                |       |
| 2019    | Thay Alves        | Luccas Cavalcante | -                |       |
| 2020    | Giani Leite       | Luccas Cavalcante | Jade Eloah       |       |
| 2021    | Nádila Serrão     | Luccas Cavalcante | Jade Eloah       |       |
| 2022    | Nádila Serrão     | Luccas Cavalcante | Jade Eloah       |       |

## Carnavais
| Ano  | Colocação | Grupo                                 | Enredo | Carnavalesco                          | Intérprete | Ref                                   |
| ---- | --- | ------------------------------------- | --- | ------------------------------------- | --- | ------------------------------------- |
| 1980 | 2º lugar | Bloco carnavalesco                    | Jurupari, O encantado das selvas |                                       | As Gatas |                                       |
| 1981 | Campeã | Bloco Carnavalesco                    | O mundo encantado das crianças (Vovô Branco) |                                       | Celito Chaves |                                       |
| 1982 | Campeã | Bloco Carnavalesco                    | Paraíso Tropical | Assis Mourão e Antônio Carriço        | |                                       |
| 1983 | 3° lugar | Especial                              | Hotel Cassina - Apoteose e Boemia Compositores: Anibal Beça e Rinaldo Buzaglo |                                       | Aroldo Melodia (Gravação do Samba)                                                                               |                                       |
| 1984 | A agremiação desfilou em Boa Vista-RR | A agremiação desfilou em Boa Vista-RR | A agremiação desfilou em Boa Vista-RR | A agremiação desfilou em Boa Vista-RR | A agremiação desfilou em Boa Vista-RR                                                                            | A agremiação desfilou em Boa Vista-RR |
| 1985 | 3° lugar | Especial                              | Folias de Momo Compositor: Celito Chaves |                                       | Aroldo Melodia (Gravação do Samba)                                                                               |                                       |
| 1986 | Campeã | Especial                              | Joana Galante – O Axé dos Orixás Compositor: Anibal Beça |                                       | Bira Hawaí (Gravação do Samba)                                                                                   | [ 9 ]                                 |
| 1987 | 3° lugar | Especial                              | Sol de Feira o Pregão da Alegria Compositor: Aníbal Beça | Comissão de Carnaval                  | Bira Hawaí (Gravação do Samba)                                                                                   | [ 10 ]                                |
| 1988 | 3° lugar | Especial                              | Mar Doce Mar Compositores: Cacilda, Cocó, Marquinhos Moran e ala dos compositores |                                       | Quinzinho (Gravação do Samba) Aôr Amorim, Samuel, Getúlio.                                                       | [ 11 ]                                |
| 1989 | 4° lugar | Especial                              | A Hora é Esta Tudo Pode Acontecer Compositores: Riba e Geraldo Desterro e Silva |                                       | Marcos Moram | [ 12 ]                                |
| 1990 | 3º lugar | Especial                              | Uso e Costume Popular Compositores: David Corrêa e Colombo |                                       | Agnaldo do Samba (Base: Aôr Amorim, Samuel e Renildo Julião)                                                     | [ 13 ] [ 14 ]                         |
| 1991 | Não houve desfile | Especial                              | Faz escuro, mas eu canto, porque é preciso Compositores: Jorge Inácio e Walmir da 14 |                                       | Roger da Fazenda (Gravação do Samba)                                                                             | [ 13 ] [ 10 ]                         |
| 1992 | 3° lugar | Especial                              | Patriamata Compositor: Paulo Onça |                                       | Arlindo Júnior e Paulo Onça                                                                                      | [ 13 ]                                |
| 1993 | 4° lugar | Especial                              | Hoje tem Guarani Compositores: Aníbal Beça, e Rinaldo Buzaglo |                                       | Agnaldo do Samba (Base: Aôr Amorim, Samuel e Renildo Julião)                                                     | [ 13 ] [ 15 ]                         |
| 1994 | 3° lugar | Especial                              | Tempos de Guerra, Sonhos de Paz Compositores:Aôr, Doka, Agnaldo do Samba, Vílton, Renildo, Daniel Sales e Samuel |                                       | Agnaldo do Samba (Base: Aôr Amorim, Renildo Julião e Samuel)                                                     | [ 13 ] [ 16 ]                         |
| 1995 | 4° lugar | Especial                              | A Explosão que veio da Ilha Compositores: Vílton Roberto, Onércio do Cavaco e Agnaldo do Samba |                                       | Agnaldo do Samba (Base: Aôr Amorim, Samuel, Nilson, Paulino e Nico do Samba)                                     | [ 13 ] [ 17 ]                         |
| 1996 | 6° lugar | Especial                              | Isaac Sabah, Gigante Pela Própria Natureza Compositores: Chico da Silva, Agnaldo do Samba e Paulino Braga |                                       | Agnaldo do Samba (Base: Renildo Julião, Aôr Amorim, Samuel, Paulino, Daniel Sales, Bosco das Letras)             | [ 13 ] [ 18 ]                         |
| 1997 | 6° lugar | Especial                              | No Tarô da Floresta a Magia Vira Festa Compositores: Vílton Roberto, Agnaldo do Samba, Daniel Sales, Samuel, Renildo e Onércio do Cavaco |                                       | Agnaldo do Samba (Base: Miguel Faria, Lucilene Castro, Sônia, Paulino, Samuel, Renildo Julião)                   | [ 13 ] [ 19 ]                         |
| 1998 | 6° lugar | Especial                              | Voar: Um Sonho de Liberdade Compositores: Agnaldo do Samba, Vílton Roberto, Papaco e Paulino Braga |                                       | Agnaldo do Samba (Base: Renildo Julião, Samuel, Aôr Amorim, Paulino, Daniel Sales, Bosco das Letras, Paulo Goma) | [ 13 ] [ 20 ]                         |
| 1999 | 3° lugar | Especial                              | Aníbal, Bom à Beça Compositores: Aôr, Paulo Onça, Barquinho, Renildo, Samuel e Daniel Sales |                                       | Arlindo Júnior (Base: Renildo Julião, Edi Carlos, Samuel, Daniel Sales, Bosco das Letras)                        | [ 21 ] [ 22 ]                         |
| 2000 | 6° lugar | Especial                              | Com Samba no Pé o Folclore dá Olé Compositores: Paulo Onça, Onércio e Léo da Matinha |                                       | Arlindo Júnior (Base: Agnaldo do Samba, Edi Carlos, Daniel Sales, Samuel e Paulo Onça.                           | [ 13 ] [ 21 ] [ 23 ]                  |
| 2001 | 4° lugar | Especial                              | Acelerando com Pizzonia Compositores: Agnaldo do Samba, Rosângela e Onércio |                                       | Agnaldo do Samba e Rosângela                                                                                     | [ 24 ]                                |
| 2002 | Vice-Campeã | Especial                              | De Nossa Senhora da Conceição de Mariuá à Barcelos dos Peixes Ornamentais Compositores: Mário Saúba, Mestre Caby, Miguel Zamba e Marquinho Costa | Cebola e Veromárcio                   | Agnaldo do Samba                                                                                                 | [ 3 ] [ 25 ]                          |
| 2003 | 7° lugar | Especial                              | Zona Sorte, Zona Norte, Zona Franca, Zona Forte Compositores: Séfora, Paulino, Agnaldo do Samba, Onércio, Rosângela e Daniel Sales |                                       | Agnaldo do Samba                                                                                                 | [ 26 ]                                |
| 2004 | 5° lugar | Especial                              | Sou da Balada, Descolado, Sou Ficante, Sou Futuro, Sou Jovem, Sou Brilhante Compositores: Agnaldo do Samba e Paulino Braga |                                       | Agnaldo do Samba                                                                                                 | [ 27 ]                                |
| 2005 | 6º lugar | Especial                              | U.E.A – Universidade Cabocla – Um Sonho que se Tornou Realidade Compositores: Agnaldo do Samba, Sesinha e Daniel Sales |                                       | Agnaldo do Samba                                                                                                 | [ 28 ]                                |
| 2006 | 6º lugar | Especial                              | Guerreiros do Norte – Jovens Idealistas – Irmãos de Coragem – Guardiões de Justiça Compositores: Mestre Jymmy, Dominguinhos da Mocidade, Vandinho da Mocidade, Valéria Lima, Onércio e Marinho Saúba                                                                                  |                                       | Auzier | [ 29 ]                                |
| 2007 | 6º lugar | Especial                              | Os Habitantes da Noite nos Quatro Cantos da Lua Compositor: Mestre Jimmy |                                       | Arlindo Júnior                                                                                                   | [ 21 ] [ 30 ]                         |
| 2008 | 4° lugar | Especial                              | 100 Anos da Colonização Japonesa no Brasil Compositores: Mestre Jymmy Lins, Daniel Sales e Onércio do Cavaco | Fabiano Fayal                         | Arlindo Júnior (No desfile, assumiu o microfone oficial, Nego Léo)                                               | [ 21 ] [ 31 ]                         |
| 2009 | 6º lugar | Especial                              | Amor - A Quanto Obrigas, Mas Se Não Viver, Como Sabê-lo? Compositor: Mingau e cia. |                                       | Agnaldo do Samba                                                                                                 |                                       |
| 2010 | 4º lugar | Especial                              | A Visão, o Homem e o Dom Divino de Criar. Dos Espelhos Ardentes de Arquimedes ao Telescópio Hubble Compositores: Paulino Braga, Miguel Zamba, Agnaldo do Samba, Sezinha, Fabiano Castro, Barquinho, Daniel Sales e Samuel                                                             | Augusto Maciel                        | Agnaldo do Samba                                                                                                 |                                       |
| 2011 | 3° lugar | Especial                              | Marta Falcão: A Guerreira Amazônida Compositores: Mestre Jymmy, Arnaldo e Amadeu |                                       | Agnaldo do Samba                                                                                                 |                                       |
| 2012 | 5º lugar | Especial                              | A Saga Árabe no Amazonas - Uma história de vitórias, paz e amor Compositores: Agnaldo do Samba e Bento Coelho |                                       | Agnaldo do Samba                                                                                                 |                                       |
| 2013 | 6º lugar | Especial                              | Manaus das Águas Rejeitadas, Amazonas das Águas Cobiçadas Compositores: Paulino Braga, Onércio Torres, Schinaider, Sandro Romero, Roney Cruz, Jackson, Mestre Jimmy, e Marinho Saúba.                                                                                                 | Augusto Maciel                        | Agnaldo do Samba                                                                                                 | [ 8 ]                                 |
| 2014 | Campeã | Especial                              | Máquinas da Liberdade, que incendeiam os corações: a história da motocicleta, desde Leonardo Da Vinci Compositores: Paulino Braga, Chico Bezerra | Augusto Maciel                        | Arlindo Júnior                                                                                                   | [ 32 ] [ 6 ]                          |
| 2015 | 6º lugar | Especial                              | Lutar sempre, Vencer talvez, Desistir jamais Enredo de Daniel Sales, Getúlio Lobo e Batista. Samba de Enredo. Compositores: Betinho Filho, Ziza Martins, Altemir Souza, Jair Tapajós, Malheiros Júnior, Wallderez Silva, Orlando Câmara, Silvio Santos, Jorge Goulart e Victor Alves. | Augusto Maciel                        | Arlindo Júnior                                                                                                   | [ 33 ] [ 34 ]                         |
| 2016 | 7º lugar | Especial                              | O pão nosso de cada dia, que o diabo amassou e Deus consagrou Compositores: Sidney Mingau, Paulino Braga, Roney Cruz, Wallderez Silva, Marinho Saúba, Altemir Souza, Sandro Romero |                                       | Arlindo Júnior                                                                                                   | [ 4 ]                                 |
| 2017 | 8° lugar | Especial                              | Eu tenho pra vender...Quem quer comprar? Compositores: Sidney Mingau, Paulino Braga, Roney Cruz, Wallderez Silva, Marinho Saúba, Altemir Souza, Sandro Romero | Luizinho Andrade                      | Gallo |                                       |
| 2018 | 8º lugar | Especial                              | Dona Zuzu, Pérola dos Orixás, Convida: Oi,Iaiá, Vem Ver, Oi, Iaiá,Vem Cá! Vem Ver Festança Bonita no Largo do Boulevard Enredo de Daniel Sales e Alzeir Nina. |                                       | Wantuir Arlindo Júnior, Agnaldo do Samba e Sandro Roberto                                                        |                                       |
| 2019 | 7º lugar | Acesso A                              | Força, garra, magia e feitiço. É dia de rock na Sem Compromisso | Marcos Bentes                         | Sandro Roberto                                                                                                   |                                       |
| 2020 | 4° Lugar | Acesso A                              | ROCAM! Servir e Proteger Sob as asas do Tucano, a bravura sou Guerreiro Imortal Cândido Mariano | Marcos Bentes                         | Sandro Roberto                                                                                                   |                                       |
|      | Inicialmente adiado para o mês de julho, os desfiles do Carnaval 2021 foram cancelados devido a pandemia de Covid-19. Em 2022 não houve desfiles. |                                       | |                                       | |                                       |
| 2023 | 4º Lugar | Acesso A                              | A vida é uma bella arte |                                       | |                                       |
| 2024 | Campeã | Acesso A                              | "Nesse Encontro das Águas navega a audácia de um sonhador - Oswaldo Lópes." Compositores: Paulino Braga, Biro-Biro Q.C., Aôr Amorim, Daniel Sales, Coronel Aroldo, Léo Simpatia, Fabian Amorim, Hudson Santana, Jorge Varela, João Paulo, Guta, David Raik e Roney Cruz               |                                       | |                                       |